# Allison V-1710
Allison V-1710 – widlasty silnik lotniczy chłodzony cieczą. Został opracowany w Stanach Zjednoczonych w 1936 i w różnych wersjach używany był w licznych samolotach amerykańskich z okresu II wojny światowej.
Był to pierwszy amerykański silnik lotniczy, który osiągnął moc 1000 KM (750 kW). Używany był między innymi przez myśliwce Lockheed P-38 Lightning, Bell P-39 Airacobra, Curtiss P-40 Warhawk i North American P-51A Mustang.
O ile sam silnik był znakomitą konstrukcją, jego podstawową wadą był brak turbosprężarki co ograniczało jego zastosowanie, gdyż dostępna moc silnika poważnie malała na większych wysokościach. Z tego powodu wiele amerykańskich myśliwców zostało wyposażonych w angielski silnik Rolls-Royce Merlin, który oferował znakomite osiągi także na dużym pułapie.
Pod koniec zdołano opracować dwustopniową turbosprężarkę która została wprawadzona w późniejszych modelach V-1710 użytych między innymi w samolotach Bell P-63 Kingcobra czy North American P-82 Twin Mustang E/F, a także w wielu eksperymentalnych konstrukcjach takich jak Republic XP-47, Curtiss-Wright XP-55 Ascender, Boeing XB-38 Flying Fortress czy w niezwykle udanym szybkim bombowcu Douglas XB-42 Mixmaster
Łącznie w czasie wojny wyprodukowano ponad 70 000 silników tego typu.